# باول ألدريدغ
باول ألدريدغ (بالإنجليزية: Paul Aldridge)‏ هو لاعب كرة قدم بريطاني، ولد في 2 ديسمبر 1981 في ليفربول في المملكة المتحدة. لعب مع ماكليسفيلد تاون ونادي ترانمير روفرز لكرة القدم.

## وصلات خارجية
- باول ألدريدغ على موقع قاعدة بيانات كرة القدم.إي يو (الإنجليزية)
- باول ألدريدغ على موقع Soccerbase.com (لاعب) (الإنجليزية)